# أولدزموبيل كتلاس
أولدزموبيل كتلاس  (بالإنجليزية: Oldsmobile Cutlass) هي سيارة مدمجة من صناعة أولدزموبيل أنتجت في 1961 وتوقف إنتاجها في 1999.